# Iotyrris musivum
Iotyrris musivum is een slakkensoort uit de familie van de Turridae. De wetenschappelijke naam van de soort werdvoor het eerst geldig gepubliceerd in 2008 door Kantor, Puillandre, Olivera en Bouchet.